# Ciudățeni
Ciudățeni (engleză Gravity Falls) este un serial american de mister și comedie de animație creat de Alex Hirsch. Serialul a avut premiera pe 15 iunie 2012 și finalul pe 15 februarie 2016.
Serialul urmărește aventurile lui Dipper Pines (vocea lui Jason Ritter) și ale surorii lui gemene Mabel (vocea lui Kristen Schaal) care sunt trimiși să petreacă vara cu marele lor unchi Stan (vocea lui Hirsch) în Ciudățeni, Oregon, un oraș misterios plin de incidente paranormale și creaturi supranaturale. Copiii îl ajută pe Stan să întrețină "Coliba misterelor", o capcană pentru turiști deținută de el, și investighează misterele locale.
Pe 20 noiembrie 2015, Hirsch a anunțat că serialul se încheie după al doilea sezon, clarificând că serialul nu a fost anulat ci și-a atins concluzia în mod natural. Serialul s-a terminat pe 15 februarie 2016 cu episodul final de o oră "Ciudocalipsa 3: Recăpătați Ciudățeniul". Hirsch a spus mai târziu că este deschis să continue serialul cu mai multe episoade sau speciale.
Ciudățeni a fost aclamat de critici, cu laude la regie, scris, umor și atracție multigenerațională. De asemenea, serialul a câștigat două Premii Emmy, trei Premii Annie și un Premiu BAFTA pentru Copii, printre alte câștigări și nominalizări. Serialul a avut parte de o audiență mare de copii, adolescenți și tineri adulți în timpul difuzării sale și a fost cel mai urmărit serial pe Disney XD în 2015 și la începutul lui 2016, de asemenea stabilind o mulțime de recorduri de vizionări pentru canal. Ciudățeni a atras un fandom divers și pasionat și a fost considerat a fi o influență pentru multe seriale de animație care au urmat, iar de asemenea s-au produs o mulțime de mărfuri oficiale bazate pe serial.

## Acțiunea
Serialul prezintă aventurile gemenilor Dipper (al cărui nume real este Mason) și Mabel Pines, ale căror planuri de vară sunt distruse, atunci când părinții lor i-au trimis la unchiul lor Stan în orașul Gravity Falls, Oregon. Unchiul Stan trăiește și lucrează la "Coliba Misterelor", o capcană turistică ce taxează turiștii pentru o vizită extrem de scurtă a celui mai ciudat muzeu; puțini știu că ceva foarte straniu se întâmplă și că Dipper și Mabel trebuie să se bazeze unul pe celălalt pentru a reuși să treacă de această vizită în Gravity Falls (Ciudățeni).

## Personaje

### Dipper Pines
- este fratele geamăn în vârstă de 12 ani, al lui Mabel Pines. Inteligent, el este înarmat cu jurnalul marcat cu numărul „3” (pe care acesta l-a găsit în pădure), care îl ajută în fiecare mister al zilei. Ca aventurier, Dipper are probleme când vine vorba de a sta locului, iar el mereu de-abia așteaptă o nouă ghicitoare pe care să o rezolve. Atenția sa la detalii pare să fie de ajutor atunci când rezolvă mistere. El este considerat a fi prea inteligent pentru vârsta sa. Portretizat ca un personaj cu scopul-oritentat și fixat pe fapte, el câteodată se gandește profund la scenarii posibile și, obsesiv face liste. Este dezvăluit într-un episod că lui Dipper i-a căzut cu tronc Wendy. Deși știe că în inima lui el nu va fi niciodată împreună cu Wendy, acest lucru nu îl oprește din încercările lui de a face orice pentru ea. Într-un alt episod, este dezvăluit faptul că lui îi place muzica „bubblegum pop”. Porecla lui provine de la semnul de naștere pe care îl are pe frunte sub forma de Carul Mare. (Notă: În engleză Carul Mare este denumit Big Dipper. Dipper de asemeni mai înseamnă și Polonic, din engleză de fapt fiind tradus Polonicul Mare). În secret el își dorește ca numele lui să fi fost Tyrone.

### Mabel Pines
- este sora geamănă a lui Dipper, în varsta de 12 ani. Mabel este o persoană optimistă, excentrică și energică, care se exprimă pe ea însași printr-un sortiment de pulovăre extrem de colorate, precum și prin priceperea sa la arte plastice. Personalitatea sa de treabă și curioasă, îl ajută deseori pe Dipper la rezolvarea misterelor prin imbecilitatea ei văzută des ca o povară. Mabel se bucură de romanele adolescentine și caută iubire (în special vampiri). În ciuda faptului cum că ea vede întâlnirile ca o obscuritate, Mabel stă optimistă. Ea a fost odată la o întâlnire cu Micul Gideon, dar acest lucru nu a mai continuat din cauza încercărilor lui Gideon de a-l omorî pe Dipper. În episodul „Comoara nebănuită” ea este numită oficial de al optulea și jumătate președinte al Statelor Unite, parlamentar al Statelor Unite ale Americii cu o platformă politică de „Legalizez absolut tot”. Ea câștigă un porc în episodul „Călătorie în timp”, pe care îl numește Pufuleț (în engleză "Waddles", tradus de fapt în limba română "Clătinici"). În episodul „Deep End”, ea își primește primul sărut de la un triton, care era incapabil să scape din piscina publică. Se observă în episodul „Șefa Mabel” că, atunci când Mabel este stresată, aceasta devine o figură tiranică asemănătoare cu Marele unchi Stan.

### Stanley „Unchiul Stan” Pines (Uncle Stan)
- este marele unchi al lui Dipper și al lui Mabel. El trăiește și administrează în "Coliba Misterelor", o capcană de turiști care este înregistrată ca „cel mai bizar muzeu al lumii”. Marele unchi Stan este un vânzător și faptul cel mai remarcabil este că acesta pune cel mai mult efort în prezentarea expoziției și este nerăbdator să își vândă marfa și fleacurile la prețuri exorbitante. Din cauza dorinței sale de a face bani, metodele sale de ai obține nu sunt întotdeauna legale. Când Stan nu muncește pentru a face bani, el stă acasă și vizionează televizorul. Stan de obicei poartă un fez (cu un simbol care s-a schimbat în decursul episoadelor) și un petic de ochi peste ochelari — folosit recent pentru expresivitatea imaginii personale. El frecvent trimite gemenii în ce consideră ei a fi misiuni cumplite și imprevizibile, dar el îi protejează și îi iubește necondiționat. După automatul său de dulciuri, el are o scară care duce la o locație necunoscută. La sfârșitul sezonului 1, locația este dezvăluită, iar aceasta conține un dispozitiv gigantic ascuns care este alimentat de o informație criptată din cele trei jurnale. Stan are primul jurnal, Micul Gideon l-a avut pe al doilea, iar Dipper l-a avut pe al treilea. Este neștiut ce este capabil să facă dispozitivul.

### Soos Ramirez
- este omul bun la toate care lucrează la "Coliba Misterelor". Soos este o persoană corpolentă, un copil-bărbat iubitor, care seamănă cu un hamster ce dorește să fie la locul unde se desfășoară acțiunea. El de obicei îi conduce pe gemeni cu mașina când aceștia au nevoie. El este oarecum neîndemânatic, nu chiar cel mai inteligent din grupă, iar acesta de obicei face greșeli. În ciuda acestui lucru, Soos are o varietate de talente, în special talentul de a fi DJ și de a juca pinball și se bucură de legătura sa cu Dipper facând „lucruri de băieți” ca de exemplu a încălzi hot-dogii în cuptorul cu microunde până explodează. El spune cuvântul „frate” aproape în fiecare propoziție.Uneori el îi îndepărtează pe Dipper și Mabel de mistere pe care ei vor să le deslușească.

### Wendy Corduroy
- este o fată delicată, băiețoasă și „cool” în vârstă de 15 ani care este angajată cu jumătate-de-normă la "Coliba Misterelor". Ea este iubirea lui Dipper, iar câteva episoade se focalizează pe încercările lui Dipper îndrumate greșit de a o impresiona. Wendy a stabilit că a avut mulți prieteni în trecut — așa de mulți, încât ea are un ex-prieten pe care aceasta nici nu își mai amintește dacă s-a despărțit de el. Wendy este cel mai înalt și cel mai în vârstă copil din familia ei, iar tatăl ei este Sexy Dan, pădurarul din Ciudățeni. Sociabilă și neprovocătoare, ea are mulți prieteni care sunt cam de vârsta ei. Cel mai recent ex-prieten al ei este Robbie, pe care Dipper îl disprețuiește și îl vede ca pe un rival. Wendy mereu face planuri cu Dipper în fața lui Robbie.

### Pufuleț (Waddles)
- este porcul de casă al lui Mabel. Ea l-a câștigat pe Pufuleț la bâlci, și încă de atunci cei doi sunt inseparabili. Se observă că Pufuleț se bucură de timpul petrecut cu Mabel, precum și ea se bucură de timpul petrecut cu el. În episodul „Varoween”, Pufuleț o lasă pe Mabel și pe prietenele ei să îl îmbrace ca pe un om de afaceri și să îi facă poze hilare subtitrate în stilul meme-urilor de pe internet „lolcat”.

### Bătrânul McGucket (Old McGucket)
- este „nebunul satului” din Ciudățeni. În ciuda aparenței sale de nebunie, Bătrânul McGucket este un geniu când vine vorba de dispozitive tehnice, fiind capabil să creeze animatroni mari și complexi (de exemplu un monstru de apă robotic). Fiul său muncește la lac, dar cei doi par a avea o relație îndepărtată, care se adaugă la nebunia lui McGucket și la dorința sa de atenție. În urma unor cercetări, s-a descoperit că McGucket este cel care a lucrat cu autorul jurnalelor, acesta fiind fratele lui „Stan Pines”.

### Șeriful Blubs (Sheriff Blubs)
- este șeriful din Ciudățeni. El este văzut ca un personaj leneș, de obicei alegând să stea prin preajmă și să bea cafea, în loc de a urmări un caz. În ciuda priceperilor sale aparent insuficiente de polițist, el crede că este mai bun decât toți ceilalți și deseori se uita de sus la gemeni, care subminează abilitățile lui Dipper și ale lui Mabel de a rezolva mistere.

### Deputantul Edwin Durland (Deputy Edwin Durland)
- este ofițerul de poliție și partenerul și mâna-dreaptă a Șerifului Blubs. El este văzut a fi neinteligent și ca un copil — Mabel comentează cum că ea nu crede că el știe să citească. Șeriful Blubs, însă, pare să găsească aceste calități duioase, și îl numește pe Deputantul Durland „un diamant neșlefuit”. În loc să își „îndeplinească datoria”, lui și Șerifului Blubs le place să se distreze (încercând să rezolve un labirint într-o carte de activități, etc.).

### Leneșa Susan (Lazy Susan)
- este o femeie leneșă care muncește ca și chelneriță într-un restaurant-vagon local. Ea apare ca o persoană căreia îi place să repare obiectele, în ciuda faptului ca nu se prea pricepe. Ea are câteva pisici, trei dintre ele fiind numite Donald, Sandy și Domnul Pisicos. Marele unchi Stan o placuse pe Susan, și eventual a muncit din răsputeri pentru a o câștiga, dar l-a sfârșit a regretat acest lucru după ce ea l-a sunat pe telefon repetitiv lăsându-i mesaje vocale neobișnuite. Se pare că Leneșa Susan este cam zăpăcită, după cum se poate observa în episodul „Varoween”, când ea categoric nu a reușit să își dea seama în ce erau costumați Soos, Mabel, Candy și Grenda.

### Sexy Dan
- este un tăietor de lemne puternic și tatăl lui Wendy și al fraților ei. Sexy Dan este instabil și are probleme de furie serioase, deseori dă cu pumnul sau distruge lucruri când este furios, dar se bucură de activitățile cu familia cum ar fi pescuitul pe lac. Sexy Dan își petrece timpul la Craniu Spart, un local pentru bicicliști foarte cunoscut din centrul orașului. De asemenea, el este un prieten bun cu Tyler, biker-ul draguț.

### Toby Hotărâtul (Toby Determined)
- este un jurnalist de la ziarul Bârfa din Ciudațeni. El este un jurnalist dur, dar și un pămpălău, realizându-și munca teribil — un exemplu bun este că într-un episod el a folosit o pipeta pentru curcan (Engleză: turkey baster) drept microfon. Are o iubire neîmpărtășită pentru reporterița de știri Sandra Jimenez. Numele lui este un joc de cuvinte de pe expresia „a fi determinat”.

### Candy Chiu
- este prietena cea mai bună a Grendei și a lui Mabel. Candy, ca și Grenda este considerată nepopulară de Pacifica Nordvest și de mai mulți copii sociabili deoarece ea are defecte. Candy este timidă și nesigură pe ea, iar ea face lucruri ciudate cum ar fi să își lipească cu scoci furculițe de degete. Candy și Grenda au o mulțime de lucruri în comun cu Mabel, spre exemplu: dragostea lor pentru romane paranormale adolescentine, reviste pre-adolescentine, și trupa de stil anii 1990, De Câteva Ori. În episodul „Carpe Diem” se poate observa că Dipper este oarecum gelos pe Candy și pe Grenda, deoarece Mabel petrece mai mult timp cu ele decât cu el.

### Grenda
- este prietena cea mai bună a lui Candy și a lui Mabel. Grenda este destul de corpolentă, îi plac șopârlele și are o voce groasă, foarte masculină. Mabel vede aceste calități a fi duioase și în acest fel le vede pe Grenda și pe Candy a fi doua spirite apropiate din Ciudățeni. Grenda, ca și Candy este o mare fană a lui Pufuleț, făcându-i poze cu telefonul lui Candy în episodul „Varoween”.

### Tyler
- este un biciclist îngrijit și slab. El pare a fi mai mult ca un copil, iar el este cunoscut pentru aparițiile sale în scenele cu mulțimea spunându-și sloganul său: „Pe el! Pe el!”. El ține a fi indecisiv și este un cumpărător frecvent la Coliba Misterelor. În episodul „Candidatul Stanciurian” acesta devine primarul orașului Ciudățeni.

### Capra Gompers (Gompers Goat)
- este o capră care trăiește în pădurea de lângă Coliba Misterelor. Gompers intră frecvent în Coliba Misterelor neinvitat și neanunțat. Odată, el a mâncat toate cutiile de tablă ale casei... de asemenea și fez-ul lui Stan.

### Agentul Powers (Agent Powers)
- este un agent federal trimis de Guvernul American sa investigheze niște fenomene paranormale, în Ciudățeni.

### Agentul Trigger (Agent Trigger)
- este partenerul agentului Powers în cadrul investigațiilor din Ciudățeni.

### Lolph si Dundgren
- sunt operatori în Escadrila de Oprire a Paradoxurilor Temporale din anul 207̃012.

### Ivan cel Orb (Blind Ivan)
- este fostul lider al Societății Ochiului Orb (The Blind Eye Society) și în prezent este un trubadur ce cântă la banjo el nu e clar și nimeni nu știe cine era înainte de formarea societății ochiului nevăzător

### Micul Gideon (Little Gideon)
- este un băiat de 9 ani ce deține „Cortul Telepatiei”, o competiție de succes a Colibei Misterelor. El este într-o rivalitate absolută cu Marele unchi Stan, care posibil a început cu mult înainte ca gemenii să sosească. Obsesia lui nesănătoasă pentru Mabel, și convingerea lui că Dipper și Stan sunt singurii oameni care îi țin îndepărtați, îl impiedică să observe că lui Mabel nu îl place deloc pe el. Anterior, el a avut o amuletă care îl înzestra cu telechinezia, dar aceasta a fost distrusă de Mabel după ce Gideon a încercat să îl omoare pe Dipper. Se observă că el a avut jurnalul marcat cu numărul 2 și jurnalul anterior pe care Dipper îl deținea. Acum toate jurnalele sunt deținute de Marele unchi Stan. Dorința Micului Gideon este ca el să dobândească posesia Colibei Misterelor, spunând ca are un secret pe care nimeni nu și l-ar putea imagina. La finalul sezonului 1, Stan, cu succes dezvăluie locuitorilor ca abilitatea de clarvăzător este un șiretlic și că Micul Gideon este un înșelător. Micul Gideon este arestat ulterior.

### Bill William Chipher
- este un demon al viselor foarte puternic care poate fi invocat și eliberat în mintea unei persoane. El este o piramida triunghiulară, galbenă cu un singur ochi ce poartă un joben și un papion, superficial asemănător cu Ochiul Providenței.. Bill a apărut pentru prima oară fizic în episodul "Călătorie printre amintiri", totuși multe aluzii despre el au apărut ascunse în episoade anterioare sub formă de imagini sau propoziții care au fost emise pe ecran. El are un simț al umorului foarte vioi, dar își pierde acest temperament destul de ușor din cauza nerăbdării sale. În episodul "Călătorie printre amintiri", Micul Gideon îl invocă pe Bill pentru a încerca să îi fure actele de proprietate ale Colibei Misterelor de la Stan. Cei doi fac o afacere că dacă Bill intră în mintea lui Stan și fura combinația cifrului de la seif, unde sunt ascunse actele, Gideon eventual îl va ajuta pe Bill în planurile sale misterioase. El pare să aibă abilitatea de a citi gândurile și amintirile oamenilor, să-și schimbe forma, să descifreze coduri și să tragă cu lasere din degetele sale și din ochiul său. Bill menționează că el îi poate folosi pe Soos, pe Dipper și pe Mabel contra „întunericului care vine”. Numele lui poate fi un joc de cuvinte provenit de la Beale cipher, un set de trei texte cifru, unul dintre ele care arata locația unde erau îngropate comori din aur, argint și bijuterii. Beale cipher se citește exact ca și numele său. Ori, numele lui mai poate fi o aluzie la Ochiul Providenței care apare pe dollarul american (dollar bill).

### Robbie Valentino
- este un adolescent rocker local. El este rival cu Dipper deoarece lui i-a căzut cu tronc Wendy. El are o atitudine batjocoritoare față de cele mai multe personaje. El a omis să o asculte pe Wendy în timp ce jucau un joc în episodul „Luptători adevărați”, totuși el pare să aibă o grijă adevărată pentru aceasta. Robbie și Wendy au fost la întâlniri un timp, ceea ce l-a enervat pe Dipper. Însă, în episodul „Nebune după baieți”, Dipper a reușit să îi despartă când el a informat-o pe Wendy că melodia pe care Robbie a scris-o pentru ea, avea mesaje subminale de control al minții, deși Wendy a fost mai mult supărată deoarece melodia nu era scrisă pentru ea. După despărțire, Robbie părea a fi foarte supărat pentru că a pierdut-o.

### Pacifica Northwest
- este cea mai populară fată din Ciudățeni. Ea provine dintr-o familie bogată, fiind stră-stră nepoata presupusului fondator al Ciudățeniului, Nathaniel Nordvest — adevăratul fondator al orașului fiind Quentin Trembley (al optulea și jumătate președinte al Statelor Unite ale Americii). Pacifica este o persoană neprietenoasă, sarcastică și o fată răsfățată și dușmanul principal al lui Mabel. Pacifica se uită de sus la Mabel, iar ea crede că personalitatea ei excentrică este enervantă și imatură. Ea folosește neîncrederea de sine a oamenilor pentru a-i manipula să facă ce orice vrea ea și o disprețuiește pe Mabel pentru că se apară contra ei. Numele ei este un joc de cuvinte provenit de la Pacific Northwest, o regiune din nordvestul Statelor Unite ale Americii, unde este situat orașul Ciudățeni.

### Buddy Bucurosul (Bud Gleeful)
- este tatăl politicos și binevoitor al Micului Gideon. În ciuda faptului că el are o soție speriată și un copil manipulativ, Bud pare să găsească mereu căi pentru a obține bani, chiar și în punctul când trebuie să se alieze cu Marele unchi Stan —inamicul de moarte al lui Gideon— pentru o afacere. În afară de a munci la "Cortul Telepatiei" al lui Gideon, Bud de asemenea vinde mașini uzate.

### Piticii (Gnoms)
- apar în primul episod, în care ei o răpesc pe Mabel Pines pentru a o face regina lor, dar aceasta este salvată de Dipper. Aparența lor este precum cea a piticilor de gradină (ex: căciuli roșii ascuțite la vârf și bărbi albe), deși ei deseori fug folosind toate cele patru membre. Exista și un pitic bătrân pe nume Barba Lunga (În engleza: „Schmabulock”) care știe să își spună doar propriul nume. Liderul piticilor, Jeff, a jurat că o să se răzbune pe gemeni. Gemenii îi cheamă pe pitici la sfârșitul sezonului pentru a scăpa de un dușman comun, acesta fiind Micul Gideon. Planul a eșuat când Gideon i-a forțat sa îi ducă departe.

### Sir Lord Quentin Trembley Esquire
- este al optulea și jumătate președinte al Statelor Unite ale Americii. El apare în episodul „Comoara nebănuită” unde a hibernat în unt de arahide sfărâmicios de când a fost dat afară din birou și a fost numit ca cel mai prostuț președinte ale Statelor Unite. Fiind eliberat de gemeni, Dipper a primit Cheia Președintelui (care poate să deschidă orice încuietoare din America) de la Quentin. Iar pe Mabel a numit-o parlamentarul Statelor Unite ale Americii.El a fost ultima oară văzut pe o stâncă călărind un cal cu spatele, care este metoda prin care el de fapt a descoperit orașul Ciudățeni în secolul XIX.

### Lee și Nate
- sunt prietenii lui Wendy. Cei doi sunt deobicei văzuți împreună. Lee are păr blond și poartă un tricou roșu, în timp ce Nate poartă o șapcă și un tricou negru. Cei doi se comportă ca niște adolescenți stereotipicali, sarcastici și fără griji.

### Tambry
- este una dintre prietenele lui Wendy. Ea are părul vopsit purpuriu și rar își ia ochii de pe telefon. Ori scrie un text sau își updatează statusul.

### Thompson
- este unul din prietenii lui Wendy. El este de obicei văzut participând la jocurile pe care băieții le joacă.

### Băieții Corduroy (Corduroy Brothers)
- sunt cei trei fii a lui Manly Dan și cei trei frați mai mici ai lui Wendy. Numele lor încă nu au fost dezvăluite. Cei trei sunt deseori văzuți cu tatăl lor, distrugând lucruri.

### Pepița și Rosanna
- (în engleză se numesc Reginald și Rosanna) sunt un cuplu logodit care sunt văzuți ca personaje de fundal în serial. Ei sunt deseori văzuți împreună.

### Tipul Pizza Gratis (alias Tipul cel Gras) (Free Pizza)
- este un personaj de fundal. El este văzut de obicei mâncând pizza și este dezamăgit când Stan îți încalcă promisiunea când spune că la Coliba Misterelor se dă pizza gratis în episodul "Vânătorii de capete". Este recunoscut dupa tricoul lui roșu pe care scrie „Free Pizza”. (În română: Pizza Gratis.)

### Shandra Jimenez
- este o reporteriță de știri din Ciudățeni, Oregon și iubirea secretă a lui Toby Hotărâtul. Se observă că ea își ia munca în serios când se referă la ea însăși ca „reporter adevărat”.

### Copoiul Lacului din Ciudățeni McGucket
- este un muncitor stoic la Lacul Ciudățeni, iar el este fiul Bătrânului McGucket. Ochii lui sunt mereu ascunși sub pălăria sa.

### Domnul și doamna Nordwest (Mr and Mrs Northwest)
- sunt părinții bogați și aparent snobi ai Pacificăi Nordvest.

### Doamna Bucurosul (Mrs Gleeful)
- este soția lui Buddy Bucurosul și mama Micului Gideon. Ea este văzută pentru prima oară în episodul „Micul Dipper". Ea apare a fi traumatizată și stresată.

### Prietenele Pacificăi (Pacifica's friends)
- sunt acoliții Pacificăi Nordvest, care sunt de obicei văzute urmărindu-și copia lor dominantă și servindu-i fiecare capriciu.

### Omul Cameleon (Blendin Blandin)
- este un călător prin timp din anul 207̃012 (pronunțat doua sute șapte mii douăsprezece) care a fost trimis înapoi în timp pentru a repara niște anomalii temporale pe care el presupune că Mabel și Dipper le-au început. El își face apariția completă în episodul "Călătorie în timp", dar, de asemenea, a făcut niște apariții pe ascuns în episoadele 1,2,3 și 20, reparând anomaliile temporale.

### Domnul Piscinescu (Pool Jack)
- este șeful salvamar la piscina din Ciudățeni, deși el se comportă mai mult ca un șef de instrucție militară. El a fost șeful lui Wendy la piscina din Ciudățeni, iar mai târziu este de acord să îl angajeze pe Dipper. Prima oară, el părea să îl placă pe Dipper, dar mai târziu a realizat ca Wendy și Dipper nu își iau munca de salvamar destul de serios. La sfârșitul episodului, el îi concediază pe Wendy și pe Dipper.

### Shmipper și Shmabbel
- sunt două personaje foarte tinere (un baiat și o fată) care sunt câteodată folosiți ca și opusele complete ale lui Dipper și ale lui Mabel. Ei au un bunic care le oferă afecțiune, în contrast față de unchiul Stan.

### Domnișoara bătrână (Old Lady)
- este un personaj de fundal care nu are replici, ce are păr gri, o bluză roz-portocalie și pantaloni albaștri. Ea este câteodată văzută cu Leneșa Susan sau cu „Tipul Pizza Gratis”. Ea este, de asemenea, un vizitator frecvent al Colibei Misterelor.

### Reggie
- este vărul lui Soos Ramirez.

### Vrăjitoarea Mâinilor (Hand Witch)
- este o femeie singuratică, care are puteri magice privind mâinile.

### Zeul Iubirii (Love God)
- este un cupidon capabil să îi facă pe oameni să se îndragostească, folosindu-se de poțiuni de dragoste. De asemenea, vrea să devină muzician.

### Bill Cifru (Bill Cipher)
- este cel ce duce la apocalipsa , este capabil să fure identități și să înșele lumea oricum, prin magia sa neagră, reușind într-un episod să îi fure identitatea lui Dipper.

■ J. Kennedy, apare în imaginile lui Bill Cifru din episodul 19, sezonul 1 (Dreamscapers/Călătorie printre amintiri).

## Episoade
| Sezon | Sezon | Episoade | Difuzare originală Statele Unite ale Americii           | Difuzare originală Statele Unite ale Americii | Difuzare în România                                             | Difuzare în România |                                                        |
| Sezon | Sezon | Episoade | Primul episod                                           | Ultimul episod                                | Primul episod                                                   | Ultimul episod      |                                                        |
| ----- | ----- | -------- | ------------------------------------------------------- | --------------------------------------------- | --------------------------------------------------------------- | ------------------- | ------------------------------------------------------ |
|       | 1     | 20       | 15 iunie 2012 (episodul pilot) 29 iunie 2012 (premiera) | 2 august 2013                                 | 20 octombrie 2012 (episodul pilot) 10 noiembrie 2012 (premiera) | 23 noiembrie 2013   | 16 Iulie 2016 (Filmul "Ciudatmaggedon" si "In Culise") |
|       | 2     | 20       | 1 august 2014                                           | 15 februarie 2016                             | 13 decembrie 2014                                               | 16 aprilie 2016     |                                                        |

## Lansări internaționale
| Țara/Regiunea              | Canalul                       | Premiera                                                         | Titlu în funcție de țară                                                |
| -------------------------- | ----------------------------- | ---------------------------------------------------------------- | ----------------------------------------------------------------------- |
| Statele Unite ale Americii | Disney XD                     | 15 iunie 2012 (previzualizarea) 29 iunie 2012 (premiera)         | Gravity Falls                                                           |
| Canada                     | Family                        | 15 iunie 2012 (previzualizarea) 6 iulie de 2012 (premiera)       | Gravity Falls                                                           |
| Regatul Unit               | Disney Channel (UK & Irlanda) | 20 iulie 2012 (previzualizarea) 7 septembrie 2012 (premiera)     | Gravity Falls                                                           |
| Irlanda                    | Disney Channel (UK & Irlanda) | 20 iulie 2012 (previzualizarea) 7 septembrie 2012 (premiera)     | Gravity Falls                                                           |
| Cehia                      | Disney Channel Republica Ceha | 15 septembrie de 2012 (previzualizarea)                          | Městečko záhad (Misterele orașului)                                     |
| Polonia                    | Disney Channel Polonia        | 15 septembrie de 2012 (previzualizarea)                          | Wodogrzmoty Małe (Little Falls)                                         |
| Brazilia                   | Disney Channel Brazilia       | 30 septembrie 2012 (previzualizarea) 6 octombrie 2012 (premiera) | Gravity Falls: Um Verão de Mistérios (Gravity Falls: O vară cu mistere) |
| Argentina                  | Disney Channel America latină | 30 septembrie 2012 (previzualizarea) 6 octombrie 2012 (premiera) | Gravity Falls: Un Verano de Misterios                                   |
| Columbia                   | Disney Channel America latină | 30 septembrie 2012 (previzualizarea) 6 octombrie 2012 (premiera) | Gravity Falls: Un Verano de Misterios                                   |
| Guatemala                  | Disney Channel America latină | 30 septembrie 2012 (previzualizarea) 6 octombrie 2012 (premiera) | Gravity Falls: Un Verano de Misterios                                   |
| Costa Rica                 | Disney Channel America latină | 30 septembrie 2012 (previzualizarea) 6 octombrie 2012 (premiera) | Gravity Falls: Un Verano de Misterios                                   |
| El Salvador                | Disney Channel America latină | 30 septembrie 2012 (previzualizarea) 6 octombrie 2012 (premiera) | Gravity Falls: Un Verano de Misterios                                   |
| Ecuador                    | Disney Channel America latină | 30 septembrie 2012 (previzualizarea) 6 octombrie 2012 (premiera) | Gravity Falls: Un Verano de Misterios                                   |
| Bolivia                    | Disney Channel America latină | 30 septembrie 2012 (previzualizarea) 6 octombrie 2012 (premiera) | Gravity Falls: Un Verano de Misterios                                   |
| Mexic                      | Disney Channel America latină | 30 septembrie 2012 (previzualizarea) 6 octombrie 2012 (premiera) | Gravity Falls: Un Verano de Misterios                                   |
| Venezuela                  | Disney Channel America latină | 30 septembrie 2012 (previzualizarea) 6 octombrie 2012 (premiera) | Gravity Falls: Un Verano de Misterios                                   |
| Peru                       | Disney Channel America latină | 30 septembrie 2012 (previzualizarea) 6 octombrie 2012 (premiera) | Gravity Falls: Un Verano de Misterios                                   |
| Paraguay                   | Disney Channel America latină | 30 septembrie 2012 (previzualizarea) 6 octombrie 2012 (premiera) | Gravity Falls: Un Verano de Misterios                                   |
| Nicaragua                  | Disney Channel America latină | 30 septembrie 2012 (previzualizarea) 6 octombrie 2012 (premiera) | Gravity Falls: Un Verano de Misterios                                   |
| Uruguay                    | Disney Channel America latină | 30 septembrie 2012 (previzualizarea) 6 octombrie 2012 (premiera) | Gravity Falls: Un Verano de Misterios                                   |
| Chile                      | Disney Channel America latină | 30 septembrie 2012 (previzualizarea) 6 octombrie 2012 (premiera) | Gravity Falls: Un Verano de Misterios                                   |
| Franța                     | Disney Channel Franța         | 29 august 2012 (previzualizarea) 5 septembrie 2012 (premiera)    | Souvenirs de Gravity Falls (Amintiri din Gravity Falls)                 |
| Australia                  | Disney Channel Australia      | 24 septembrie 2012 (premiera)                                    | Gravity Falls                                                           |
| Germania                   | Disney Channel Germania       | 7 ianuarie 2013                                                  | Willkommen in Gravity Falls (Bun venit în Gravity Falls)                |
| Spania                     | Disney Channel Spania         | 7 iunie 2013                                                     |                                                                         |
| Rusia                      | Rusia 1                       | 5 septembrie 2012                                                | Гравипадово                                                             |
| Turcia                     | Disney Channel Turcia         | 21 septembrie 2013                                               | Gravity Falls                                                           |
| Italia                     | Disney Channel Italia         | 13 ianuarie 2014                                                 |                                                                         |
| Grecia                     | Disney Channel Grecia         |                                                                  | Ο μυστικός κόσμος του (Lumea secretă din Gravity Falls)                 |
| România                    | Disney Channel România        | 20 octombrie 2012 (previzualizarea) 10 noiembrie 2012 (premiera) | Ciudățeni                                                               |
| Ungaria                    | Disney Channel Ungaria        | 20 octombrie 2012 (previzualizarea) 23 noiembrie 2012 (premiera) | Rejtélyek Városkája (Orașul Misterelor)                                 |
| India                      | Disney Channel India          | 16 septembrie 2012 (premiera)                                    | Gravity Falls                                                           |
| Israel                     | Disney Channel Israel         | 1 noiembrie 2012 (premiera)                                      | גרוויטי פולס (Gravity Falls)                                            |
| Taiwan                     | Disney Channel Taiwan         | 31 octombrie 2012 (premiera)                                     | 神秘小鎮大冒險 (O mare aventură într-un oraș misterios)                 |
| Suedia                     | Disney Channel Suedia         | 26 octombrie 2012 (previzualizarea) 9 noimebrie 2012 (premiera)  |                                                                         |
| Japonia                    | Disney Channel Japonia        | 26 octombrie 2012 (premiera)                                     | 怪奇ゾーングラビティーフォールズ (Zona bizară Gravity Falls)            |

## Coduri Cifru
La sfârșitul fiecărui episod se află un text codat cu unul dintre cele trei cifre înlocuitoare:
- Cifrul Cezar, care este sugerat de o voce în secvența de intro a serialului, și dacă este redată invers spune "trei litere înapoi".
- Cifrul atbash.
- A1Z26, unde fiecare literă este înlocuită cu o unitate ce corespunde cu locul literei în alfabet de la 1 la 26.
- Codul Binar, unde fiecare litera este inlocuita cu cifre din sistemul binar.
- Cifru Vigenere, este o metodă de criptare care folosește o serie de cifruri Cezar diferite bazate pe literele unui cuvânt-cheie.

Ultimul episod al sezonului 1 are un mesaj codat cu toate cele trei cifre.

## Premii și nominalizări
| An   | Premiu                              | Categorie                                                        | Nominat | Rezultat     |
| ---- | ----------------------------------- | ---------------------------------------------------------------- | --- | ------------ |
| 2012 | Annie Award                         | Production Design in an Animated Television/Broadcast Production | Ian Worrel | Nominalizare |
| 2012 | Annie Award                         | Voice Acting in an Animated Television/Broadcast Production      | Kristen Schaal | Câștigat     |
| 2013 | Teen Choice Awards                  | Choice TV: Animated Show                                         | Ciudățeni | Nominalizare |
| 2013 | Annie Award                         | Best Animated TV/Broadcast Production For Children's Audience    | Ciudățeni | Nominalizare |
| 2013 | Annie Award                         | Directing in an Animated TV/Broadcast Production                 | John Aoshima | Nominalizare |
| 2013 | Annie Award                         | Storyboarding in an Animated TV/Broadcast Production             | Alonso Ramos-Ramirez | Nominalizare |
| 2013 | Golden Reel Award                   | Best Sound Editing in Television: Animation                      | “Ciudățeni” | Nominalizare |
| 2013 | PAAFTJ Television Awards            | Best Animated Series                                             | “Ciudățeni” | Nominalizare |
| 2013 | PAAFTJ Television Awards            | Best Directing for an Animated Series                            | “Ciudățeni” John Aoshima pentru “Tourist Trapped” | Nominalizare |
| 2013 | PAAFTJ Television Awards            | Best Writing for an Animated Series                              | “Ciudățeni” Michael Rianda & Alex Hirsch pentru “The Inconveniencing” | Nominalizare |
| 2013 | PAAFTJ Television Awards            | Best Voice Actor in an Animated Series                           | Alex Hirsch pentru “Ciudățeni” | Nominalizare |
| 2013 | PAAFTJ Television Awards            | Best Voice Actress in an Animated Series                         | Kristen Schaal pentru “Ciudățeni” | Nominalizare |
| 2013 | PAAFTJ Television Awards            | Best Artistic/Visual Achievement in an Animated Series           | “Ciudățeni” Phil Rynda (design de producție), Ian Worrel (director de artă), Chris Houghton & ‘C’ Raggio IV (design pentru personaje) & Mark Garcia (storyboard) pentru “Fight Fighters” | În așteptare |
| 2013 | PAAFTJ Television Awards            | Best Main Title Theme Music (New Shows Only)                     | “Ciudățeni” Disney Channel | În așteptare |
| 2014 | Kids' Choice Awards                 | Favorite Animated Animal Sidekick                                | Pufuleț | Nominalizare |
| 2014 | Primetime Creative Arts Emmy Awards | Outstanding Individual Achievement in Animation                  | Ian Worrel pentru "Dreamscaperers" | Câștigat     |
| 2014 | Teen Choice Awards                  | Choice TV: Animated Show                                         | “Ciudățeni” | Nominalizare |